# Phyllonorycter occitanica
Phyllonorycter occitanica är en fjärilsart som först beskrevs av Frey och Boll 1876.  Phyllonorycter occitanica ingår i släktet guldmalar, och familjen styltmalar. Inga underarter finns listade i Catalogue of Life.